# Liste der Kulturdenkmale in Geisingen
In der Liste der Kulturdenkmale in Geisingen sind alle Bau- und Kunstdenkmale in der Stadt Geisingen verzeichnet. Sie leitet sich aus der Liste des Landesdenkmalamts Baden-Württemberg, dem „Verzeichnis der unbeweglichen Bau- und Kunstdenkmale und der zu prüfenden Objekte“ ab. Diese Liste wurde im Jahre 2008 erstellt. Die Teilliste für den Landkreis Tuttlingen hat den Stand vom 21. Juli 2008 und verzeichnet 83 unbewegliche Bau- und Kunstdenkmäler sowie 66 Prüffälle.
In der Liste werden nur die bereits festgestellten Denkmale aufgeführt.

## Allgemein
- Bild: Zeigt ein ausgewähltes Bild aus Commons, „Weitere Bilder“ verweist auf die Bilder im Medienarchiv Wikimedia Commons.
- Bezeichnung: Nennt den Namen, die Bezeichnung oder die Art des Kulturdenkmals.
- Lage: Straßenname und Hausnummer oder Flurstücknummer des Kulturdenkmals, gegebenenfalls auch den Ortsteil. Die Grundsortierung der Liste erfolgt nach dieser Adresse. Der Link (Karte) führt zu verschiedenen Kartendiensten mit der Position des Kulturdenkmals. Fehlt dieser Link, wurden die Koordinaten noch nicht eingetragen. Sind diese bekannt, können sie über ein Tool mit einer Kartenansicht einfach nachgetragen werden. In dieser Kartenansicht sind Kulturdenkmale ohne Koordinaten mit einem roten bzw. orangen Marker dargestellt und können durch Verschieben auf die richtige Position in der Karte mit Koordinaten versehen werden. Kulturdenkmale ohne Bild sind an einem blauen bzw. roten Marker erkennbar.
- Datierung: Baubeginn, Fertigstellung, Datum der Erstnennung oder grobe zeitliche Einordnung entsprechend des Eintrags in der zuständigen Denkmaldatenbank (Landesamt für Denkmalpflege Baden-Württemberg).
- Beschreibung: Kurzcharakteristik des Kulturdenkmals.

## Kulturdenkmale in der Gemeinde Geisingen
| Bild           | Bezeichnung                                    | Lage                                                 | Datierung                                   | Beschreibung | ID                       |
| -------------- | ---------------------------------------------- | ---------------------------------------------------- | ------------------------------------------- | --- | ------------------------ |
|                | Stadtbefestigung                               | Geisingen                                            |                                             | Geschützt nach § 2 DSchG |                          |
| Weitere Bilder | Katholische Pfarrkirche St. Nikolaus           | Geisingen, Bogengasse 1 (Karte)                      | 1901                                        | Geschützt nach § 28 DSchG | Wikidata-Objekt anzeigen |
|                | Gehöft                                         | Geisingen, Dreilärchen 4 (Karte)                     | 1783                                        | Geschützt nach § 2 DSchG |                          |
|                | Wegkreuz                                       | Geisingen, gegenüber Dreilärchen 4 (Karte)           | 1900                                        | Geschützt nach § 2 DSchG |                          |
|                | Taglöhnerhaus                                  | Geisingen, Gerber-Fischer-Straße 2 (Karte)           | Mitte 18. Jahrhundert                       | Geschützt nach § 2 DSchG |                          |
|                | Taglöhnerhaus                                  | Geisingen, Gerber-Fischer-Straße 8 (Karte)           | 18. Jahrhundert                             | Geschützt nach § 2 DSchG |                          |
|                | Taglöhnerhaus                                  | Geisingen, Gerber-Fischer-Straße 10 (Karte)          | 18. Jahrhundert                             | Geschützt nach § 2 DSchG |                          |
|                | Walpurgiskapelle                               | Geisingen, Hauptstraße 3/1 (Karte)                   | 1885                                        | Geschützt nach § 28 DSchG |                          |
|                | ehemalige Schule                               | Geisingen, Hauptstraße 6 (Karte)                     | 1890                                        | Geschützt nach § 2 DSchG |                          |
|                | Ochsenbrunnen                                  | Geisingen, vor Hauptstraße 11                        |                                             | Geschützt nach § 2 DSchG |                          |
|                | Alte Posthalterei                              | Geisingen, Hauptstraße 13 (Karte)                    | 1745                                        | Geschützt nach § 2 DSchG |                          |
|                | Wohn- und Geschäftshaus                        | Geisingen, Hauptstraße 21 (Karte)                    |                                             | Geschützt nach § 2 DSchG |                          |
|                | Ehemaliges Gasthaus „Zum Kranz“                | Geisingen, Hauptstraße 32 (Karte)                    | 18. Jahrhundert                             | Geschützt nach § 2 DSchG |                          |
|                | Ehemaliges Gasthaus „Zur Krone“                | Geisingen, Hauptstraße 33 (Karte)                    |                                             | Geschützt nach § 28 DSchG |                          |
|                | Agathabrunnen                                  | Geisingen, vor Hauptstraße 33 (Karte)                | 19. Jahrhundert                             | Geschützt nach § 2 DSchG |                          |
|                | Stadtmetzig                                    | Geisingen, Hauptstraße 34 (Karte)                    | 1721/1722                                   | Geschützt nach § 2 DSchG |                          |
|                | Rathaus                                        | Geisingen, Hauptstraße 36 (Karte)                    | 1901/1902                                   | Geschützt nach § 2 DSchG |                          |
|                | Ehemaliger Gasthof Hirschen                    | Geisingen, Hauptstraße 42, Nikolausstraße 13 (Karte) | 1579                                        | Geschützt nach § 28 DSchG |                          |
|                | Wohnhaus                                       | Geisingen, Hauptstraße 43 (Karte)                    | 18. Jahrhundert                             | Geschützt nach § 2 DSchG |                          |
|                | Einhaus                                        | Geisingen, Hauptstraße 54 (Karte)                    | 17./18. Jahrhundert                         | Geschützt nach § 2 DSchG |                          |
|                | Heilig-Kreuz-Kapelle                           | Geisingen, Hauptstraße 58 (Karte)                    | 1741                                        | Geschützt nach § 28 DSchG |                          |
|                | Ehemalige Zehntscheuer                         | Geisingen, Mohrengasse 5 (Karte)                     | Mitte 18. Jahrhundert                       | Geschützt nach § 2 DSchG |                          |
|                | Einhaus                                        | Geisingen, Mohrengasse 7 (Karte)                     | 18. Jahrhundert                             | Geschützt nach § 2 DSchG |                          |
|                | Alte Gerbe                                     | Geisingen, Mohrengasse 11 (Karte)                    | 18. Jahrhundert                             | Geschützt nach § 2 DSchG |                          |
|                | Ehemaliges Fürstlich Fürstenbergisches Rentamt | Geisingen, Mohrengasse 13 (Karte)                    | 18. Jahrhundert                             | Geschützt nach § 2 DSchG |                          |
|                | Mühlentor                                      | Geisingen, Mühltorgasse                              |                                             | Geschützt nach § 2 DSchG |                          |
|                | Einhaus                                        | Geisingen, Mühltorgasse 1 (Karte)                    | 18. Jahrhundert, im Kern älter              | Geschützt nach § 2 DSchG |                          |
|                | Ehemaliges Gasthaus und Metzgerei              | Geisingen, Mühltorgasse 6 (Karte)                    | 18. Jahrhundert                             | Geschützt nach § 2 DSchG |                          |
|                | Einhaus                                        | Geisingen, Nikolausstraße 11 (Karte)                 | 17./18. Jahrhundert                         | Geschützt nach § 2 DSchG | BW                       |
|                | Einhaus                                        | Geisingen, Nikolausstraße 12 (Karte)                 | 18. Jahrhundert                             | Geschützt nach § 2 DSchG | BW                       |
|                | Ehemalige Stadtscheune                         | Geisingen, Schlossstraße 13 (Karte)                  | 18. Jahrhundert                             | Geschützt nach § 2 DSchG | BW                       |
|                | Brunnen                                        | Geisingen, vor Schlossstraße 15                      |                                             | Geschützt nach § 2 DSchG |                          |
|                | Einhaus                                        | Geisingen, Schlossstraße 22 (Karte)                  | 18. Jahrhundert                             | Geschützt nach § 2 DSchG |                          |
|                | Einhaus                                        | Geisingen, Stadtgrabenstraße 9 (Karte)               | 1841                                        | Geschützt nach § 2 DSchG | BW                       |
|                | Schloss Wartenberg                             | Geisingen, Wartenberg 6 (Karte)                      | 1780                                        | Geschützt nach § 12 DSchG |                          |
| Weitere Bilder | Burgruine Wartenberg                           | Geisingen, Wartenberg 6 (Karte)                      |                                             | Geschützt nach § 12 DSchG |                          |
|                | Einhaus                                        | Aulfingen, Aitrachstraße 8 (Karte)                   | 18. Jahrhundert                             | Geschützt nach § 2 DSchG |                          |
|                | Katholische Kirche St. Nikolaus                | Aulfingen, Aitrachstraße 19 (Karte)                  | 1912–1914                                   | Architekt: Julius Hitzel Geschützt nach § 28 DSchG |                          |
|                | Benz-Kreuz                                     | Aulfingen, Eigentalweg                               | 19. Jahrhundert                             | Geschützt nach § 2 DSchG |                          |
|                | Ehemaliger Bahnhof                             | Aulfingen, Friedhofstraße 2, 4 (Karte)               |                                             | Geschützt nach § 12 DSchG | BW                       |
|                | Einhaus                                        | Aulfingen, Kirchtalstraße 18 (Karte)                 |                                             | Geschützt nach § 2 DSchG |                          |
|                | Wegkreuz                                       | Aulfingen, bei Kirchtalstraße 18 (Karte)             | 1919                                        | Geschützt nach § 2 DSchG |                          |
|                | Bahnwärterhaus                                 | Aulfingen, Gewann Klausenkreuz                       |                                             | Geschützt nach § 12 DSchG |                          |
|                | Einhaus                                        | Aulfingen, Längenwaldstraße 10 (Karte)               | 18. Jahrhundert                             | Geschützt nach § 2 DSchG | BW                       |
|                | Bierkarles Kreuz                               | Aulfingen, Längenwaldstraße                          | 1912                                        | Geschützt nach § 2 DSchG |                          |
|                | Brücklekreuz                                   | Aulfingen, Gewann Ortsetter Oberdorf                 | 1898                                        | Geschützt nach § 2 DSchG |                          |
|                | Ehemaliges Schloss                             | Aulfingen, Schlossplatz 1, 2 (Karte)                 | 18. Jahrhundert                             | Geschützt nach § 2 DSchG |                          |
|                | Sühnekreuz                                     | Gutmadingen, vor Alemannenstraße 6 (Karte)           |                                             | Geschützt nach § 2 DSchG |                          |
|                | Ehemaliges Forsthaus                           | Gutmadingen, Alemannenstraße 8                       | 18. Jahrhundert, im Kern 16. Jahrhundert    | Geschützt nach § 2 DSchG |                          |
|                | Ehemaliger Meierhof                            | Gutmadingen, Alemannenstraße 14                      | 1574                                        | Geschützt nach § 28 DSchG |                          |
|                | Ehemaliges Vogtshaus                           | Gutmadingen, Alemannenstraße 20                      | 1568                                        | Geschützt nach § 12 DSchG |                          |
|                | Einhaus                                        | Gutmadingen, Alemannenstraße 22, 24 (Karte)          | 16. Jahrhundert                             | Geschützt nach § 2 DSchG | BW                       |
|                | Streckgehöft                                   | Gutmadingen, Alemannenstraße 28 (Karte)              | 1585                                        | Geschützt nach § 2 DSchG |                          |
|                | Katholisches Pfarrhaus                         | Gutmadingen, Alemannenstraße 33 (Karte)              | Ende 19. Jahrhundert/Anfang 20. Jahrhundert | Geschützt nach § 2 DSchG | BW                       |
|                | Brunnen                                        | Gutmadingen, Schulstraße                             | 1838                                        | Geschützt nach § 2 DSchG |                          |
|                | Katholische Pfarrkirche St. Konrad             | Gutmadingen, Schulstraße 4 (Karte)                   | 1884                                        | Geschützt nach § 12 DSchG |                          |
|                | Maria Trost Kapelle                            | Gutmadingen, Schulstraße 4 (Karte)                   | 1760                                        | Geschützt nach § 28 DSchG | BW                       |
|                | Wegkreuz                                       | Gutmadingen, bei Schulstraße 4                       | 1911                                        | Geschützt nach § 2 DSchG |                          |
|                | Parallelgehöft                                 | Gutmadingen, Waldstraße 13 (Karte)                   | 18. Jahrhundert                             | Geschützt nach § 2 DSchG | BW                       |
|                | Streckgehöft                                   | Gutmadingen, Zehntgasse 1 (Karte)                    | 18. Jahrhundert                             | Geschützt nach § 2 DSchG | BW                       |
|                | Einhaus                                        | Gutmadingen, Zehntgasse 3 (Karte)                    | 18. Jahrhundert                             | Geschützt nach § 2 DSchG | BW                       |
|                | Streckgehöft                                   | Kirchen-Hausen, Aitrachtalstraße 46 (Karte)          | 18. Jahrhundert                             | Geschützt nach § 2 DSchG |                          |
|                | Einhaus                                        | Kirchen-Hausen, Aitrachtalstraße 49 (Karte)          | 18. Jahrhundert                             | Geschützt nach § 2 DSchG | BW                       |
|                | Bahnhof                                        | Kirchen-Hausen, Am Bahnhof 1 (Karte)                 |                                             | Geschützt nach § 12 DSchG | BW                       |
|                | Antonius-Kapelle                               | Kirchen-Hausen, Am Bergle 30 (Karte)                 | um 1500                                     | Geschützt nach § 2 DSchG | BW                       |
|                | Einhaus                                        | Kirchen-Hausen, Donautalstraße 19 (Karte)            | 1779                                        | Geschützt nach § 2 DSchG |                          |
|                | Wegkreuz                                       | Kirchen-Hausen, vor Donautalstraße 19 (Karte)        | 1874                                        | Geschützt nach § 2 DSchG |                          |
|                | Marienkapelle                                  | Kirchen-Hausen, Münstergasse 1 (Karte)               | um 1866                                     | Geschützt nach § 2 DSchG |                          |
|                | Streckgehöft                                   | Kirchen-Hausen, Münstergasse 8 (Karte)               |                                             | Geschützt nach § 2 DSchG | BW                       |
|                | Pfarrhaus                                      | Kirchen-Hausen, Ringstraße 5 (Karte)                 |                                             | Geschützt nach § 2 DSchG | BW                       |
| Weitere Bilder | Katholische Pfarrkirche St. Marien             | Kirchen-Hausen, Ringstraße 12 (Karte)                | 1703–1730                                   | Geschützt nach § 2 DSchG |                          |
|                | Gefallenendenkmal                              | Kirchen-Hausen, bei Ringstraße 12 (Karte)            | 1926                                        | Geschützt nach § 2 DSchG |                          |
|                | Grabstein des Heinrich Kullruff                | Kirchen-Hausen, bei Ringstraße 12 (Karte)            | 1915                                        | Geschützt nach § 2 DSchG |                          |
|                | Burgruine Sunthausen                           | Kirchen-Hausen, Sunthauser Weg (Karte)               |                                             | Geschützt nach § 2 DSchG | BW                       |
|                | Einhaus                                        | Leipferdingen, Kellhofstraße 1 (Karte)               | 1730                                        | Geschützt nach § 2 DSchG |                          |
|                | Wegkreuz                                       | Leipferdingen, Gewann Klein Lehle                    | 1871                                        | Geschützt nach § 2 DSchG |                          |
|                | Gefallenendenkmal                              | Leipferdingen, an Luitfriedstraße 15                 | 1870/1871                                   | Geschützt nach § 2 DSchG |                          |
|                | Bahnwärterhaus                                 | Leipferdingen, Gewann Rübteil                        |                                             | Geschützt nach § 12 DSchG |                          |
|                | Bahnwärterhaus                                 | Leipferdingen, St. Joosstraße 1 (Karte)              |                                             | Geschützt nach § 12 DSchG | BW                       |
|                | Bahnhof                                        | Leipferdingen, St. Joosstraße 3 (Karte)              |                                             | Geschützt nach § 12 DSchG | BW                       |
|                | Wegkreuz                                       | Leipferdingen, bei St. Michaelstraße 8               | 1858                                        | Geschützt nach § 2 DSchG |                          |
|                | Pfarrkirche St. Michael                        | Leipferdingen, St. Michaelstraße 10 (Karte)          | 1724                                        | Geschützt nach § 2 DSchG |                          |
|                | Wegkreuz                                       | Leipferdingen, Gewann Obere Lehle                    | 1900                                        | Geschützt nach § 2 DSchG |                          |
|                | Grenzzeichen                                   |                                                      |                                             | Sachgesamtheit Grenzzeichen der Gemarkungsgrenze Geisingen, einschließlich der nicht am ursprünglichen Ort befindlichen Grenzsteine. Ebenfalls Grenzzeichen der Gemarkungswälder Geschützt nach § 2 DSchG |                          |